# Arte France
Arte France és una societat francesa d'edició de programes de televisió creada el 27 de febrer de 1986 sota el nom La Sept. Després d'haver-se convertit en el pol francès del canal franco-alemany Arte quan fou creada aquesta el 30 d'abril de 1991, va prendre el nom La Sept-Arte el 27 de setembre de 1993, i finalment adoptà el seu nom actual l'1 d'agost del 2000.
La societat té filials en cinema amb Arte France Cinéma, de ràdio amb Arte Radio i editorial (llibre o multimèdia) i producció amb Arte France Développement. També va participar o encara participa en el finançament de canals francesos i internacionals com TV5 Monde.

## Història
El 1985, el ministre de Transports francès, Georges Fillioud, va encarregar a Pierre Desgraupes la creació de programes per a un o més dels cinc canals del satèl·lit d'alta potència TDF 1 llançat el 1988. El 27 de febrer de 1986 va ser creada la Société d'Édition de Programmes de Télévision per Bernard Faivre d'Arcier, assessor cultural del primer ministre Laurent Fabius i va començar a desenvolupar un fons de programes. Va ser presidida per l'historiador Georges Duby. Era participada en un 45 % per FR3, un 25 % per l'Estat francès, un 15 % per Radio France i un 15 % per l'INA.
Al març de 1989, el nom complet de La Sept va canviar, convertint-se en Société européenne de programmes de télévision. L'abril del 1989, el Conseil Supérieur de l'Audiovisuel va concedir permís per emetre en un dels canals de TDF 1, i es va començar a transmetre el 14 de maig de 1989. L'emissora va emetre tres hores i 30 minuts de programes al dia, cada programa es va emetre dues vegades. Al juny es va arribar a un acord per emetre els programes de La Sept a la televisió per cable, i el 3 de febrer de 1990, FR3 donava a La Sept una finestra del canal de transmissió terrestre tots els dissabtes de 15:00 a mitjanit.
El 30 de maig de 1992, La Sept va perdre el seu paper de radiodifusora a Arte, un grup franco-alemany creat el 2 d'octubre de 1990. El 27 de setembre de 1993 va canviar el seu nom a Sept-ARTE i es va convertir en ARTE France l'1 d'agost de 2000.

## Presidents[6]
- Bernard Faivre d'Arcier: febrer 1986 - octubre 1986;[3]
- Georges Duby: octubre 1986[7] - gener 1989 ;
- Jérôme Clément: gener 1989[2] - 21 de març de 2011;
- Véronique Cayla: des del 22 de març de 2011.[8]

## Directors generals[6]
- Victor Rocaries: 1992 - 1993
- Hélène Font: 1993 - 19 de març de 2001
- Jean Rozat: 19 de març de 2001[9] - 22 de març de 2011
- Anne Durupty: 23 de març de 2011 - 31 de juliol de 2018[10]
- Régine Hatchondo: des de l'1 d'agost de 2018[11]

## Capital
El capital d'Arte France és propietat conjunta d'empreses o agències estatals:
- France Télévisions (45 %)
- Estat francès (25 %)
- Radio France (15 %)
- INA (15 %)

## Seu social
La seu d'Arte France es troba al 8 rue Marceau d'Issy-les-Moulineaux, als Alts del Sena.